# QWERTY
QWERTY betegner det mest udbredte tastaturudlægning af bogstaverne på tastaturer til computere og skrivemaskiner. Navnet QWERTY kommer fra de seks første bogstaver i den øverste række af bogstaver på tastaturet.
QWERTY-tastaturet er oprindeligt lavet til mekaniske skrivemaskiner, og tasterne er placeret, så de ikke sætter sig fast, når man skriver. Konkret er det gjort ved, at bogstaver der ofte optræder lige efter hinanden i engelske ord, er placeret langt fra hinanden. Dette har vist sig også at være praktisk med hensyn til at skrive hurtigt, da man skriver hurtigere, når man skiftevis bruger venstre og højre hånd til at trykke på tasterne. Dog er Dvorak-tastaturet et resultat af forskning i denne effekt.
QWERTY-tastaturet er også lavet, så salgspersonellet kun skulle lede i øverste række efter bogstaverne til ordet "typewriter", når de skulle demonstrere produktet. Dette og "territory" er faktisk de længste engelske ord, der kan skrives med brug af kun én række. Tilsvarende, hvis man kun bruger den ene hånd, er de længste to ord "exaggerated stewardesses", hvor alle bogstaverne sidder til venstre hånd (hvis man benytter tifingersystemet).
QWERTY-tastaturudlægning blev patenteret i USA i 1868 af Christopher Sholes. Patentet blev efterfølgende solgt til James Densmore, der overbeviste riffelproducenten Remington, som præsenterede de første skrivemaskiner med dette layout i 1873. Patentet er sidenhen udløbet.

## Afledte tastaturudlægninger
- AZERTY – en fransk tastaturudlægning afledt fra QWERTY, hvor Q og W har byttet plads med A og Z
- QWERTZ – en tysk tastaturudlægning afledt fra QWERTY, hvor Z har byttet plads med Y